# Brønderslev (municipio)
El municipio de Brønderslev es un municipio danés de la región administrativa de Jutlandia Septentrional. Tiene una superficie de 633,18 km², y una población de 35.764 habitantes en 2012. Su capital y ciudad más grande es Brønderslev.
Colinda al oeste con Jammerbugt, al norte con Hjørring y Frederikshavn, al este con el Kattegat y al sur con Aalborg. El municipio fue formado por la fusión, el 1 de enero de 2007, de los antiguos municipios de Brønderslev y Dronninglund, debido a una reforma territorial que afectó a la mayoría de los municipios daneses. Fue llamado primeramente Brønderslev-Dronninglund, el nombre más largo para un municipio danés, pero el 18 de enero de 2007 se decidió cambiarlo a simplemente Brønderslev.

## Localidades
Brønderslev tiene un total de 35.754 habitantes en el año 2012. De ellos, 25.495 viven en 13 localidades urbanas (byer, con más de 200 habitantes), y 10.184 en localidades rurales (con menos de 200 habitantes).
| Localidades más pobladas de Brønderslev |                   |                  |
| N.º                                     | Localidad         | Población (2012) |
| 1                                       | Brønderslev       | 11.895           |
| 2                                       | Hjallerup         | 3.758            |
| 3                                       | Dronninglund      | 3.226            |
| 4                                       | Asaa              | 1.201            |
| 5                                       | Øster Brønderslev | 986              |
| 6                                       | Klokkerholm       | 937              |
| 7                                       | Jerslev           | 862              |
| 8                                       | Flauenskjold      | 704              |
| 9                                       | Agersted          | 566              |
| 10                                      | Serritslev        | 515              |